# یواس‌اس دورهام (ال‌کی‌ای-۱۱۴)
یواس‌اس دورهام (ال‌کی‌ای-۱۱۴) (به انگلیسی: USS Durham (LKA-114)) یک کشتی بود که طول آن ۵۷۵ فوت ۶ اینچ (۱۷۵٫۴۱ متر) بود. این کشتی در سال ۱۹۶۸ ساخته شد.